# Sparifankal
Sparifankal was een in 1972 opgerichte Duitse band uit het Beierse München. Ze werden bekend door hun politieke teksten in het Beiers dialect.

## Bezetting
Sparifankal
- Ulrich Bassenge (basgitaar, orgel, zang) (op 3, 4; zie 'Albums')
- Jan Dosch (basgitaar, gitaar, ocarina, zang) (op 1, 4)
- Roland Duckarm (drums) (op 4)
- Butze Fischer († 2002) (drums, tabla, koebellen) (op 2)
- Rudi Haunreiter (drums, percussie) (op 3)
- Florian Laber (basgitaar, zang) (op 1)

- Stefan Liedtke (gitaar, banjo, mondharmonica, mondharp, foekepot (op 2)
- Till Obermaier-Kotzschmar († 2018) (zang, dulcimer, bottleneck-gitaar, kazoo, sulna) (op 1, 2, 3, 4)
- Carl-Ludwig Reichert  (zang, gitaar, 12-snarige gitaar, posthoorn) (op 1, 2, 3, 4)
- Anton Seutter von Loetzen (gitaar) (op 4)
- Günther Sonderwald (drums, triangel) (op 1)

Sparifankal 2
Begin september 2009 deelde Carl-Ludwig Reichert mee, dat Sparifankal 2 was geformeerd. De leden van de nieuwe band zijn:
- Bernie (drums)
- Andi Sturm (basgitaar)
- Stani Kirov (zang, gitaar)
- Carl-Ludwig Reichert (zang, gitaar)

## Geschiedenis
Voorafgegaan waren de lyriekbanden warum nacha ned? en friss wos i sog, die Michael Fruth en Carl Ludwig Reichert onder het pseudoniem Benno Höllteufel geschreven en op plaat uitgebracht hadden. Julius Schittenhelm, die de opnamen voor de lyriekplaat had gemaakt, maakte het contact met muzikant Till Obermaier.
Sparifankal woonde en werkte als commune in het perspectief van de sociale en politieke bewegingen van de jaren 1970 (gratis concerten, benefietevenementen voor maatschappelijke en sociaal benadeelden, alternatieve kerstfeesten, rockseminaries, muziek met gehandicapten, enz.). Van 1975 tot ongeveer begin 1980 woonden ze op een boerderij in Illbach bij Pleiskirchen in de regio Altötting. Daarna werd de band vooreerst ontbonden.
De oprichters Carl-Ludwig Reichert en Till Obermaier, later Obermaier-Kotzchmar (in het voorjaar van 2018 overleden op 68-jarige leeftijd), werkten tijdens de daaropvolgende periode als Zündfunk-presentatoren en journalisten. Jan Dosch was mede-oprichter van het Freies Musikzentrums in München.
Na een 18-jarige onderbreking trad Sparifankal eind 1999 weer op. In de zomer van 2005 werd de band definitief ontbonden. Carl-Ludwig Reichert en Ulrich Bassenge namen in 2007 met de ondertussen ontbonden band Wuide Wachl de cd babbalababb op.

## Geluidsdragers
De eerste plaat Bayern-Rock verscheen pas in 1976, nadat de band al meerdere jaren lang had samengewerkt. Ze werd opgenomen in februari bij concerten in het theater K in München en in het jeugdhuis Picnic in Erding. De thema's strekten zich uit van verbruikersdwang (da braune baaz) over een liefdeslied (i mechd de gean amoi nackad seng) tot bluus fo da peamanentn razzia, een lied over huiszoekingen. Huraxdax Drudnhax kwam twee jaar later in de winkels. 
Negamusi is een dubbelalbum, dat in 1981 werd uitgebracht. De kanten 3 en 4 werden opgenomen in het circus Gammelsdorf. Opmerkelijk was, dat veel oude teksten van 1969 en 1970 met muziek werden voorzien van 1980/1981. Het laatste werk, de cd dahoam is wo andas, verscheen in 2004.

## Discografie

### Albums
- 1976: Bayern-Rock, lp (1)
- 1978: Huraxdax Drudnhax, lp (2)
- 1981: Negamusi, dubbel-lp (3)
- 2004: Dahoam Is Wo Andas, cd (4)